# Karl Bodmer
Pour les articles homonymes, voir Bodmer.
Karl Bodmer, également connu comme Johann Carl Bodmer ou Jean-Charles Bodmer, né à Zurich le 6 février 1809 et mort à Paris le 30 octobre 1893, est un peintre, dessinateur, graveur et photographe suisse naturalisé français.

## Biographie

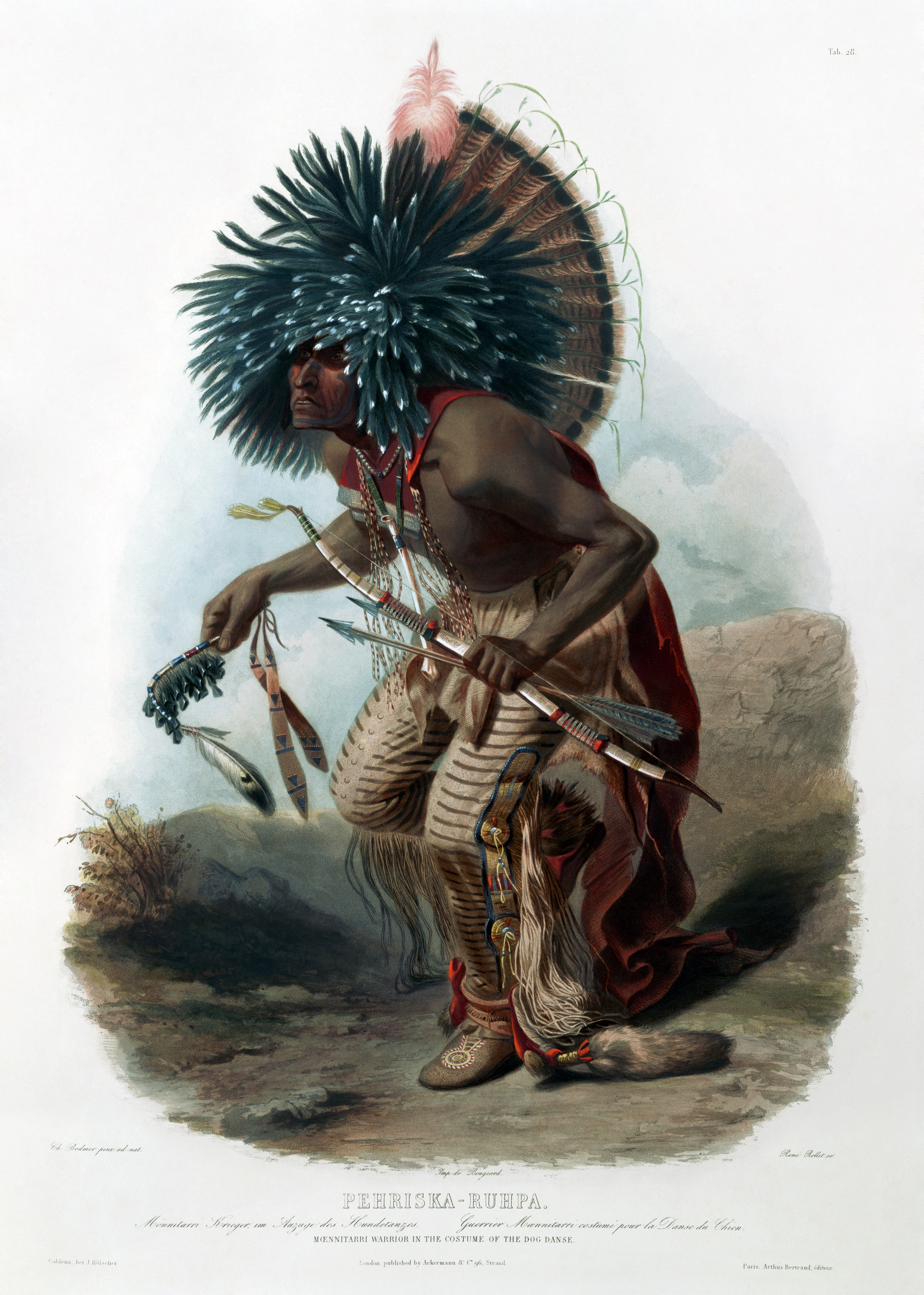
Pehriska-Ruhpa. Guerrier Mœnnitarri costumé pour la Danse du Chien (1840-1843), lithographie d'après Karl Bodmer, Washington, bibliothèque du Congrès.

De 1832 à 1834, Karl Bodmer accompagne le prince Maximilian zu Wied-Neuwied en Amérique du Nord. Les membres de l'expédition embarquent à Rotterdam sur le voilier Janus le 7 mai 1832 pour une expédition qui doit durer 28 mois. Au long de ces mois, ils vont longer les rives de l'Ohio, du Missouri et du Mississippi. Karl Bodmer peint de nombreuses aquarelles qui façonneront l'image que les Européens se feront des Amérindiens. Les lithographies de Bodmer, éditées par les Éditions Arthus-Bertrand à Paris, sont toujours une source d'informations importantes pour les Amérindiens d'aujourd'hui désireux de retrouver les traces de leur passé. Il laisse un extraordinaire témoignage sur les costumes, les armes, les outils et les mœurs des autochtones nord-américains. Au retour, embarqués à New York le 4 juillet 1834, les membres de l'expédition arrivent au Havre le 8 août 1834 avec, entre autres, quatre ours grizzly en cage.
Après deux années passées en Rhénanie, il s'installe à Paris en 1836 et expose aux salons. À cette occasion, il se lie d'amitié avec Théodore Rousseau et Jean-François Millet. Il les rejoint à Barbizon en 1849 et commence à peindre à l'huile. Il réalise alors un grand nombre de dessins et de toiles sur le thème de la forêt de Fontainebleau, ce qui fait qu'on le rattache souvent aux peintres de l'École de Barbizon. Un chêne aujourd'hui disparu a porté son nom au lieu-dit le Bas-Bréau, et a été représenté dans un tableau de Monet de 1865.
Il fait paraître de nombreuses gravures dans les périodiques de l'époque sur le même thème. À la fin de sa vie, il pratique aussi la photographie.
Il s'installe dans une maison au no 38 de la Grande Rue du village de Barbizon.
Il connaît une reconnaissance officielle de son vivant en France et rencontre le roi Louis-Philippe dès 1839. Il est nommé chevalier de la Légion d'honneur en 1877. Une partie de son œuvre exécutée pendant son voyage en Amérique du Nord est conservée au Joslyn Art Museum dans le Nebraska.
Il épouse le 7 octobre 1876 à Chailly-en-Bière Anna Maria Magdelena Pfeifer (1828-1903), née à Klein-Konigsdorf, en Prusse rhénanne. Le couple a eu trois garçons : le photographe Karl-Henry Bodmer (ou Charles, 1854-1934, dont les œuvres ont longtemps été attribuées au père), le peintre animalier Rodolphe Bodmer (1856-1923), et l'artiste et spécialiste de chasse Henri Bodmer (1863-1907).
Il meurt le 30 octobre 1893 à son domicile parisien du 24, place Denfert-Rochereau et est inhumé au cimetière de Chailly-en-Bière. Son atelier est mis en vente à l'hôtel Drouot à Paris les 25, 26 et 27 avril 1894.
Plusieurs expositions lui ont été consacrées, notamment au Metropolitan Museum of Art de New York en avril 2021[Quand ?][réf. souhaitée], et pour la première fois en France en septembre 2021 dans la ville de Barbizon où il a vécu une grande partie de sa vie. Le musée du Nouveau Monde de La Rochelle lui rend hommage dans l'exposition Catlin & Bodmer peintres de la Frontière qui s'est tenue du 7 juillet 2023 au 27 novembre 2023.

## Œuvres dans les collections publiques
- Bonneville, mairie : Renard rentrant au gîte, huile sur toile, 95 × 80 cm, achat de 1893, dépôt du Centre national des arts plastiques depuis 1895.
- Nemours, Château-Musée :
  - Forêt de Fontainebleau, 1886, eau-forte, 28 x 33 cm. 2017.0.212.
  - Cerf et biche à l'orée de la forêt de Fontainebleau, eau-forte, 16 x 24 cm. 2018.0.87.
  - Basse-cour de ferme, photographie, 19 x 25 cm. 2020.259.1.
- Paris :
  - musée du Louvre : Intérieur de forêt, pendant l'hiver, 1851.
  - musée du Quai Branly - Jacques-Chirac : fonds d'estampes, dont Tombeaux des Indiens Sioux, 25 × 32,2 cm.

## Publications
- Maximilian Alexander Phil Wied-Neuwied, Voyage dans l’intérieur de l’Amérique du Nord exécuté pendant les années 1832, 1833 et 1834, planches de Karl Bodmer, édition Arthus Bertrand, 1840-1843 ; réédition Taschen, 2001.

## Distinctions
- Chevalier de la Légion d'honneur en 1877[7]